# LibRaw
LibRaw és una biblioteca per a llegir els fitxers RAW de les càmeres digitals que admet pràcticament tots els formats raw. Es basa en el codi font de Dcraw, amb modificacions i "està pensat per a incrustar en convertidors raw, analitzadors de dades i altres programes que utilitzen els fitxers RAW com a dades font". Essent un programari lliure i de codi obert sota llicéncia GNU LGPL.
LibRaw està disponible per a Windows, macOS, Linux i FreeBSD. Està inclòs en moltes distribucions de Linux com Arch Linux, Debian, Fedora, Gentoo Linux, openSUSE, Slackware i Ubuntu.
Entre el programari que empra LibRaw hi ha software lliure i privatiu el digiKam, gThumb, Gwenview, EasyHDR, OpenImageIO, Siril, KStars i Topaz Studio.